# 反帝平和主義
反帝平和主義（はんていへいわしゅぎ）、あるいは反帝平和論とは、社会主義が資本主義に対して武力を行使するのは善だが、資本主義が社会主義に武力を行使するのは悪であるとの立場を指す。
マルクス・レーニン主義の理論では、戦争の原因は植民地争奪、つまり帝国主義政策のみにあると主張されている。
武力を行使して、戦争の原因を除去することは善なのである。日本の親ソ派の左翼にも、アメリカの核は侵略的だから悪だが、ソ連の核は防衛的だから善だとの考え方が存在した。
ただし、反帝平和主義では、中ソ対立、中ソ国境紛争、中越戦争など、社会主義国同士の路線対立や戦争の原因が説明できない。